# 勇気ありがとう
『勇気ありがとう』（ゆうきありがとう）は、1995年11月1日にリリースされた松山千春の26枚目のオリジナル・アルバムである。

## 解説
- 収録曲の『泣いてしまいたい』が先行シングルとしてリリースされた。
- 2000年には松山千春オリジナル・アルバム・コレクションVol.21として再リリース。

## 収録曲
| 全作詞・作曲: 松山千春。 |                        |           |            |          |      |
| #                        | タイトル               | 作詞      | 作曲・編曲 | 編曲     | 時間 |
| 1.                       | 「夜を飛び越えて」     | 松山千春  | 松山千春   | 大石学   | 4:05 |
| 2.                       | 「ひとり」             | 松山千春  | 松山千春   | 大石学   | 4:26 |
| 3.                       | 「心が痛い」           | 松山千春  | 松山千春   | 大石学   | 3:21 |
| 4.                       | 「勇気ありがとう」     | 松山千春  | 松山千春   | 飛澤宏元 | 5:04 |
| 5.                       | 「心奪われて」         | 松山千春  | 松山千春   | 土方隆行 | 4:07 |
| 6.                       | 「こんな時代に」       | 松山千春  | 松山千春   | 土方隆行 | 5:18 |
| 7.                       | 「ジュテーム」         | 松山千春  | 松山千春   | 飛澤宏元 | 4:22 |
| 8.                       | 「あきらめちゃだめさ」 | 松山千春  | 松山千春   | 土方隆行 | 4:23 |
| 9.                       | 「涙 涙」              | 松山千春  | 松山千春   | 土方隆行 | 4:18 |
| 10.                      | 「泣いてしまいたい」   | 松山千春  | 松山千春   | 笛吹利明 | 6:01 |
| 合計時間:                | 合計時間:              | 合計時間: | 45:25      |          |      |